# Alberto Zolezzi
Alberto Zolezzi (Lavagna, 9 agosto 1974) è un politico italiano.

## Biografia

### Elezione a deputato
Alle elezioni politiche del 2013 viene eletto deputato della XVII legislatura della Repubblica Italiana nella circoscrizione V Lombardia per il Movimento 5 Stelle. Cinque anni dopo è candidato all’uninominale di Mantova. Viene eletto deputato della XVIII legislatura della Repubblica Italiana durante le elezioni politiche del 2018.